# 페르 라게르크비스트
페르 라게르크비스트(Pär Lagerkvist, 1891년 5월 23일 ~ 1974년 7월 11일)는 스웨덴의 소설가·시인이다.
웁살라 대학에서 공부하였고 일찍부터 프랑스 회화(繪畵) 영향을 받아 표현파 문학을 제창했으며 1914년 시집 <모티프>로 시단에 데뷔했다.
대전(大戰)을 경험한 그는 시문집(詩文集) <고민>에서 절망에 가까운 고뇌를 노래했으나 그 후 시문집 <혼돈>, 시집 <마음의 노래> 등으로 빛과 자신을 되찾고, 수필 <극복된 삶>, 소설집 <싸우는 영혼>으로 긍정에 이른다. 이는 그가 인간이 갖는 파괴와 건설의 상반된 욕망은 모두 깊숙한 밑바닥에 있는 어둠 속에 뿌리박고 있으며 이 어둠의 세계야말로 생명의 근원(根源)이라고 보는 경지에 도달한 사실을 말하는 것으로서 그는 에세이 <불끈 쥔 주먹>으로 이를 확인했다. 그동안에도 그는 나치스 세력이 강해지자 소설 <사형집행인>으로 폭력 긍정의 확대에 항의하고 다시 대전 중에는 소설 <난쟁이>로 악의(惡意)와 소극주의에 대결했다.
1950년에는 명작 <바라바>를 썼고, 1951년에 노벨 문학상을 수상했다. 그 후에도 소설 <무녀(巫女)>, <아하스베르스의 죽음>을 비롯하여 그 밖에 시집도 내고 있다.
그는 과작(寡作)으로 장편은 없고 작품에는 태작이 없으며 문체는 모자이크를 연상케 하는 거친 수법으로 특이한 힘을 지니고 있다. 희곡 작가로서도 그는 당대의 일인자라고 불리며 <인생을 다시 산 사나이>, <어둠 속의 승리>, <연금석(鍊金石)>, <인간을 살리고 싶다> 등의 명작이 있다.